# Pere II de Carcassona
Pere II de Carcassona (? - 1059) fou comte associat de Carcassona (1012- ~1059). Fill segon del comte Ramon I de Carcassona i la seva esposa, Garsenda de Besiers. Era net de Roger I de Carcassona i el seu germà Guillem I rebé el comtat a la mort d'aquest.
Pere II fou associat al comtat durant els regnes del seu germà Guillem I el 1012, per tal d'enfortir el poder comtal a la mort del comte Roger I. A la mort del seu germà el 1034 continuà associat al comtat durant el regnat del seu nebot Ramon II de Carcassona, al qual se li uniren els dos fills de Guillem, Bernat II i Pere III.

## Núpcies i descendència
Es casà amb Rangarda de la Marca, filla del comte occità Bernat I de la Marca i d'Amèlia, i germana de Almodis i de Llúcia de la Marca. D'aquesta unió nasqueren:
- Roger III de Carcassona (?-1067)[2]
- Ermengarda de Carcassona, casada amb Raimon Trencavell[3]
- Garsenda de Carcassona (atestada el 1054)[4]
- Adelaida de Carcassona, casada amb Guillem Ramon de Cerdanya